# Balamba
Balamba este un oraș în  provincia Katanga, Republica Democrată Congo. În 2012 avea o populație de 55 641 de locuitori, iar în 2004 avea 47 213.